# Megistophylla indica
Megistophylla indica är en skalbaggsart som beskrevs av Brenske 1899. Megistophylla indica ingår i släktet Megistophylla och familjen Melolonthidae. Inga underarter finns listade i Catalogue of Life.